# БН-800
БН-800 — ядерний реактор на швидких нейтронах із натрієвим теплоносієм, на якому проходитиме остаточне відпрацювання технології реакторів на швидких нейтронах з використанням уран-плутонієвого МОКС-палива. Енергопуск розпочато 10 грудня 2015 року на 4-му енергоблоці Білоярської АЕС у Свердловській області (Росія) поблизу міста Зарічний. Електрична потужність — 880 МВт.

## Історія проєкту
Політика Мінатому (Міністерства РФ з атомної енергії) в галузі ядерної енергетики визначена «Програмою розвитку атомної енергетики РФ на 1993—2005 роки та на період до 2010 року». У ній поставлені завдання забезпечити безпечну і конкурентоспроможну роботу ядерно-енергетичного комплексу та створити удосконалені АЕС для спорудження в наступному десятилітті. Зокрема, стратегія передбачає спорудження та введення в експлуатацію до 2009 року енергоблоку БН-800 Білоярської АЕС.
Проєкт енергоблоку БН-800 Білоярської АЕС був розроблений ще 1983 року й відтоді його двічі переглядали:
- 1987 року після аварії на Чорнобильській АЕС;
- 1993 року відповідно до нової нормативної документації з безпеки.

Проєкт енергоблоку БН-800 пройшов усі необхідні експертизи й узгодження, зокрема незалежну експертизу комісії Свердловської області (1994). Результати всіх експертиз і погоджень позитивні, 26 січня 1997 року отримано ліцензію Держатомнагляду РФ № ГН-02-101-0007 на спорудження блоку № 4 Білоярської АЕС з реакторною установкою БН-800.
Проєкт передбачає спорудження на майданчику Білоярської АЕС енергоблоку з реактором на швидких нейтронах, що охолоджується натрієм. Застосування в реакторі БН-800 уран-плутонієвого палива дозволяє не лише використовувати запаси енергетичного плутонію, а й утилізувати збройовий плутоній, а також «спалювати» довгоживучі ізотопи актиніди з опроміненого палива теплових реакторів.
25 листопада 2011 на території міста почалася вирубка лісу під будівництво першої черги нового житлового мікрорайону для персоналу БН-800.
Розігрів реактора для заправки рідкометалічним теплоносієм розпочався 25 грудня 2013 року. Набір мінімальної критичної маси і виведення на мінімальну контрольовану потужність ланцюгової реакції відбулися 27 червня 2014 року. Енергетичний пуск був запланований на жовтень 2014 року, але його перенесли через виявлені недопрацювання.
Директор Білоярської АЕС Михайло Баканов розповів про причини затримки в інтерв'ю газеті «Быстрый нейтрон» (№ 01 [0165], 16 січня 2015 р., стр. 2):
|  | Спочатку БН-800 планували випускати на МОКС-паливі (до речі, як і БН-600 у свій час). Але виробництва цього палива не було, його треба було створювати. І 2010 року вже стало ясно, що коли потрібно буде завантажувати паливо в реактор, готове воно не буде. Тоді перед конструктором поставили термінове завдання: замінити проєктну МОКС-зону на змішану, де частина збірок буде містити уранове паливо. І конструктор був змушений приймати рішення в умовах браку часу і з урахуванням усіх вимог, які необхідно було дотримати... Рішення ці були пов'язані головним чином з розподілом потоку натрію - застосували дросельний пристрій, який вкручували знизу в паливну збірку. Як виявилося, цей пристрій при наших витратах натрію надійно працювати не може: там такі навантаження, що він просто-напросто вигвинчується й випадає. Само-собою, це стосується лише тієї частини збірок (їх трохи більш як сто із загальної кількості в тисячу штук), які пішли під заміну штатних... Тепер потрібно виправляти їхні недоліки, замінювати ненадійні частини. Оригінальний текст (рос.) Исходно БН-800 планировали пускать на МОКС-топливе (кстати, как и БН-600 в своё время). Но производства этого топлива не было, его нужно было создавать. И в 2010 году уже стало ясно, что когда нужно будет загружать топливо в реактор, готово оно не будет. Тогда перед конструктором поставили срочную задачу: заменить проектную МОКС-зону на смешанную, где часть сборок будет содержать урановое топливо. И конструктор был вынужден принимать решения в условиях нехватки времени и с учётом всех требований, которые необходимо было соблюсти... Решения эти были связаны главным образом с распределением потока натрия – применили дроссельное устройство, которое вкручивалось снизу в топливную сборку. Как оказалось, это устройство при наших расходах натрия надёжно работать не может: там такие нагрузки, что оно просто-напросто вывинчивается и выпадает. Естественно, это касается только той части сборок (их чуть больше сотни из общего количества в тысячу штук), которые пошли под замену штатных... Теперь нужно исправлять их недостатки, заменять ненадёжные части. |

Після модифікації активної зони повторний фізпуск відбувся наприкінці липня 2015 року.
25.11.2015 на енергоблоці № 4 Білоярської АЕС, (з реактором БН-800) вперше вироблено пару, за допомогою якої відбулось пробне прокручування турбіни за штатною тепловою схемою.
10.12.2015 21:21 за місцевим часом (19:21 мск) енергоблок з реактором БН-800 підключено до енергосистеми Уралу.
З неофіційних повідомлень спеціалістів:
 — 23.07.2015 реактор виведено на мінімальний контрольований рівень потужності (МКР);
 — 02.08.2015 завершено всі процедури фізичного пуску, реактор працює штатно;
 — 02.11.2015 видано дозвіл на початок операцій, пов'язаних з енергопуском;
 — 10.11.2015 розпочалося проведення енергопуску. Йдеться про вихід на 35 % номіналу, що дозволить запустити турбогенератор.
У 2016 році авторитетний американський журнал Power [Архівовано 10 грудня 2019 у Wayback Machine.] присудив енергоблоку з реактором на швидких нейтронах БН-800 премію кращої атомної станції 2016 року.
28.01.2020 перша серійна партія МОКС-палива завантажена в реактор БН-800 енергоблоку №4 Білоярської АЕС (Свердловська область, Росія).
Партія МОКС-палива складається з 18 тепловидільних збірок (ТВЗ). Вони були виготовлені з використанням збідненого урану і плутонію. На відміну від традиційного для атомної енергетики збагаченого урану, сировиною для виробництва таблеток МОКС-палива виступають оксид плутонію і оксид збідненого урану.У 2020 році на Гірничо-хімічному комбінаті виготовлене повне перевантаження уран-плутонієвого МОКС-палива для реактора на швидких нейтронах БН-800 Білоярської АЕС в кількості 169 ТВЗ. Їх завантаження в реактор заплановане на січень 2021 року.
Завершення переходу до повного завантаження активної зони реактору БН-800 уран-плутонієвим паливом відбудеться у 2022 році. Вперше в історії російської атомної енергетики забезпечити експлуатацію "швидкого" реактора з використанням виключно МОКС-палива.

## Завдання реактора
- Забезпечення експлуатації на MOX-паливі.
- Експериментальна демонстрація ключових компонентів закритого паливного циклу.
- Відпрацювання в реальних умовах експлуатації нових видів обладнання і вдосконалених технічних рішень, введених для підвищення показників економічності, надійності й безпеки.
- Розробка інноваційних технологій для майбутніх реакторів на швидких нейтронах з рідкометалічним теплоносієм: випробування і атестація перспективного палива і конструкційних матеріалів, демонстрація технології випалювання мінорних актинідів і трансмутації довгоживучих продуктів поділу, що становлять найбільш небезпечну частину радіоактивних відходів атомної енергетики.

## ІнноваціїБН-800
- Самозахист блоку від зовнішніх і внутрішніх впливів.
- Пасивні засоби впливу на реактивність, системи аварійного розхолоджування через теплообмінники, піддон для збору розплавленого палива.
- Нульовий натрієвий пустотний ефект реактивності.
- Мінімальна імовірність аварії з розплавленням активної зони.
- Виключення виділення плутонію в паливному циклі при переробці опроміненого ядерного палива.

## Завдання енергоблоку №4
- Формування екологічно чистого «замкнутого» ядерного паливного циклу.
- Більш ніж 50-разове збільшення використання видобутого природного урану, і забезпечення атомної енергетики Росії паливом на тривалу перспективу за рахунок свого відтворення.
- Утилізація відпрацьованого ядерного палива з АЕС на теплових нейтронах.
- Утилізація радіоактивних відходів шляхом залучення в корисний виробничий цикл відвального урану і плутонію.
- Енергозабезпечення розвитку економіки Свердловської області.

## Безпекареакторів БН, зокрема БН-800
За своїми фізико-технічними властивостями (низький — близький до атмосферного — робочий тиск натрієвого теплоносія, великі запаси до температури кипіння, відносно невеликий запас реактивності на вигоряння, велика теплоємність натрію та ін.) швидкі реактори з натрієвим теплоносієм мають високий рівень внутрішньо властивої безпеки. Цю якість переконливо продемонстровано в процесі тривалої експлуатації попереднього реактора БН-600.
Застосовано цілу низку нових рішень:
- рішення ґрунтуються на пасивних принципах. Це означає, що ефективність не залежить від надійності спрацьовування допоміжних систем і дій людини.
- Ще одна перевага натрієвого теплоносія — низька корозійна активність щодо використовуваних в реакторі конструкційних матеріалів. Тому ресурс натрієвого обладнання великий, а кількість радіоактивних продуктів корозії, які виникають в такому реакторі, набагато менша, ніж в інших типах реакторів.
- Натрій пов'язує радіоактивний йод в нелеткий йодид натрію, і він не виділяється в довкілля. Під час експлуатації установок типу БН утворюється незначна кількість радіоактивних відходів.
- Використання натрію в ролі теплоносія вимагає вирішення наступних завдань:
  - Чистота натрію, який використовується в БН. Великі проблеми викликають домішки кисню через участь кисню в масопереносі заліза і корозії компонентів;
  - Натрій є дуже активним хімічним елементом. Він горить у повітрі. Під час горіння натрій утворює дим, який може викликати пошкодження обладнання та приладів. Проблема ускладнюється у випадку, якщо дим натрію радіоактивний. Гарячий натрій в контакті з бетоном може реагувати з компонентами бетону і виділяти водень, який в свою чергу вибухонебезпечний.
  - Можливість реакції натрію з водою і органічними матеріалами, що важливо для надійності конструкції парогенератора, в якому теплота з натрієвого теплоносія передається у водний.